# Arethusa-klass (1913)
Arethusa-klassen var en klass av åtta lätta kryssare i Royal Navy som beställdes i september 1912, främst för tjänstgöring i Nordsjön. De hade tre skorstenar där den mittersta var något större i diameter än de övriga. Alla tjänstgjorde under första världskriget. De befanns vara mycket trånga invändigt.

## Design och beskrivning
De tidigare spaningskryssarna var för långsamma för att kunna utföra sina uppgifter, nämligen att arbeta med jagarflottiljer och försvara flottan mot attacker från fientliga jagare. Arethusa-klassens kryssare hade en designad hastighet på 30 knop (56 km/h) för att kunna leda jagare i strid. Till stöd för detta mål var de de första kryssarna som använde höghastighetsångturbiner av jagartyp och oljeeldade pannor valdes för att spara vikt och öka deras effekt för att uppfylla specifikationen. De behöll det sidopansar som infördes i de senare fartygen i den tidigare Town-klassen, men återgick till en blandad huvudbeväpning som var ett kännetecken för de tidigare fartygen i den klassen.
Fartygen var totalt 139,1 meter långa, med en bredd på 15,2 meter och ett djupgående på 4,6 meter. Deplacementet var 5 268 ton vid normal lastoch 5 888 ton vid full last. Arethusa-klassen drevs av fyra direktdrivna ångturbiner som var och en drev en propelleraxel och som producerade totalt 40 000 hästkrafter (30 000 kW) och gav en hastighet på cirka 28,5 knop (52,8 km/h). Turbinerna använde ånga som genererades av åtta Yarrowpannor vid ett arbetstryck på 235 psi (1 620 kPa).De rymde 853 ton eldningsolja som gav fartygen med turbiner en räckvidd på 5 000 nautiska mil (9 300 km) och 3 200 nautiska mil (5 900 km) för fartygen utan turbiner, båda med en hastighet av 16 knop (30 km/h).
Arethusa-klassens fartygs huvudbeväpning bestod av två BL 6-tums (15,2 cm) Mk XII-kanoner som var monterade på överbyggnadens mittlinje fram och bak och sex QF 4-tums (10,2 cm) Mk V-kanoner i midjefästen. De var också utrustade med en enda QF 3-pounder 47 mm luftvärnskanon och fyra 21 tum (53,3 cm) torpedtuber i två tvillingfästen.

## Skepp i klassen

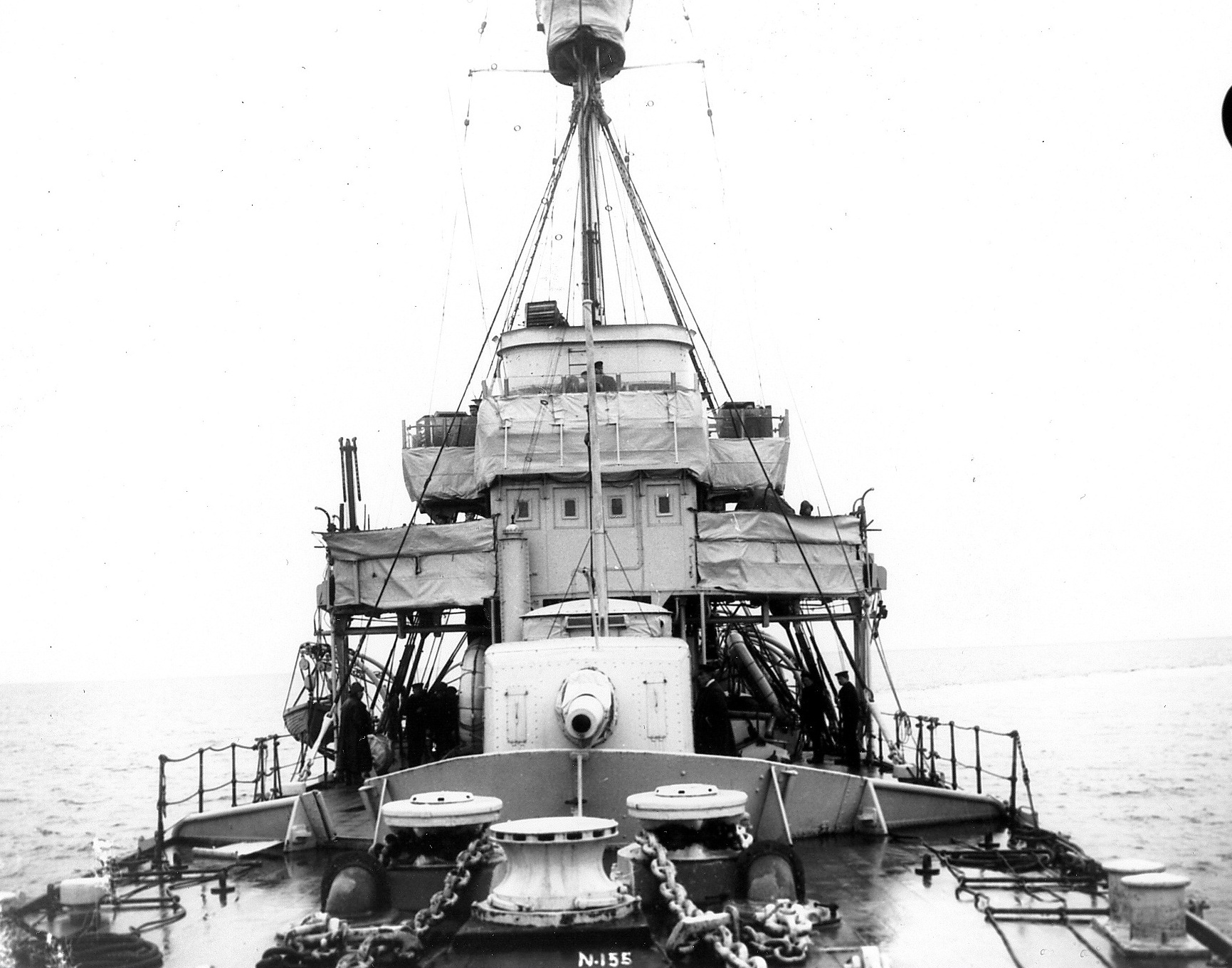
HMS Royalist sedd från bogen.

- Arethusa, byggd av Chatham Dockyard, påbörjad den 28 oktober 1912, sjösatt den 25 oktober 1913 och färdigställd i augusti 1914. Hon sänktes av en mina utanför Felixstowe den 11 februari 1916.
- Aurora, byggdes av Devonport Dockyard, påbörjades den 24 oktober 1912, sjösattes den 30 september 1913 och färdigställdes i september 1914. Hon deltog i sänkandet av den tyska hjälpkryssaren Meteor den 9 augusti 1915, överfördes till den kanadensiska flottan i november 1920 och såldes för att brytas upp i augusti 1927.
- Galatea, byggdes av William Beardmore and Company, Dalmuir, påbörjades den 9 januari 1913, sjösattes den 14 maj 1914 och färdigställdes i december 1914. Hon deltog också i sänkningen av den tyska hjälpkryssaren Meteor den 9 augusti 1915 och såldes för skrotning den 25 oktober 1921.
- Inconstant, byggd av Beardmore, påbörjad den 3 april 1913, sjösatt den 6 juli 1914 och färdigställd i januari 1915. Hon såldes för uppbrytning den 9 juni 1922.
- Penelope, byggd av Vickers, Barrow in Furness, påbörjades den 1 februari 1913, sjösattes den 25 augusti 1914 och färdigställdes i december 1914. Hon skadades av en torped från den tyska ubåten UB-29 den 25 april 1916, men reparerades, och såldes för skrotning i oktober 1924.
- Phaeton, byggd av Vickers, påbörjad 12 mars 1913, sjösatt den 21 oktober 1914 och färdigställd i februari 1915. Hon stred vid Dardanellerna 1915 och såldes för att brytas upp den 16 januari 1923.
- Royalist, byggd av Beardmore, påbörjad 3 juni 1913, sjösatt den 14 januari 1915 och färdigställd i mars 1915. Hon såldes för uppbrytning den 24 augusti 1922.
- Undaunted, byggdes av Fairfield Shipbuilding and Engineering Company, Govan, påbörjades 21 december 1912, sjösattes den 28 april 1914 och färdigställdes i augusti 1914. Hon deltog i slaget vid Texel den 17 oktober 1914 och såldes som skrot den 9 april 1923.

Galatea, Inconstant, Phaeton och Royalist deltog i Skagerrakslaget 31 maj 1916.